# Macui Kenja
Macui Kenja (Kakegava, 1985. szeptember 10. –) japán válogatott labdarúgó.

## Nemzeti válogatott
A japán U20-as válogatott tagjaként részt vett a 2005-ös ifjúsági labdarúgó-világbajnokságon.